# Patschelma
Patschelma (russisch Па́челма) ist eine Siedlung städtischen Typs in der Oblast Pensa in Russland mit 8053 Einwohnern (Stand 14. Oktober 2010).

## Geographie
Der Ort liegt gut 110 km Luftlinie westlich des Oblastverwaltungszentrums Pensa, unweit des Flüsschens Patschelma, eines rechten Zuflusses des Oberlaufs der Worona.
Patschelma ist Verwaltungszentrum des Rajons Patschelmski sowie Sitz und einzige Ortschaft der Stadtgemeinde (gorodskoje posselenije) Rabotschi possjolok Patschelma.

## Geschichte
Die Siedlung entstand 1874 im Zusammenhang mit der Eröffnung der Bahnstrecke Morschansk – Pensa – Sysran um eine nach dem dortigen Fluss benannte Station.
Am 16. Juli 1928 wurde Patschelma Verwaltungssitz eines neu geschaffenen, nach ihm benannten Rajons. 1948 erhielt der Ort den Status einer Siedlung städtischen Typs.

### Bevölkerungsentwicklung
| Jahr | Einwohner |
| ---- | --------- |
| 1897 | 536       |
| 1926 | 4.025     |
| 1939 | 5.787     |
| 1959 | 10.928    |
| 1970 | 8.233     |
| 1979 | 9.113     |
| 1989 | 9.466     |
| 2002 | 8.735     |
| 2010 | 8.053     |

Anmerkung: Volkszählungsdaten

## Verkehr
Patschelma besitzt einen Bahnhof bei Kilometer 565 der 1874 eröffneten Eisenbahnstrecke (Moskau –) Rjaschsk – Pensa – Sysran.
Die Siedlung liegt an der Regionalstraße 58K-360, die vom 30 km in nordöstlicher Richtung entfernte Nischni Lomow an der M5 Ural Moskau – Tscheljabinsk weiter in das südwestlich benachbarte Rajonzentrum Baschmakowo führt. In südöstlicher Richtung besteht über die 58K-296 Verbindung in die 50 km südöstlich gelegene Stadt Kamenka an der föderalen Fernstraße R208 Tambow – Belinski – Pensa.